# El fantasma de la ópera (musical de 1986)
El fantasma de la ópera es un musical basado en la novela homónima de Gaston Leroux, con música de Andrew Lloyd Webber, letras de Charles Hart y Richard Stilgoe, y libreto de los propios Andrew Lloyd Webber y Richard Stilgoe. Su trama central gira en torno a Christine Daaé, una joven soprano de la Ópera Populaire de París que se convierte en la obsesión de un misterioso compositor enmascarado.
Dirigido por Harold Prince y protagonizado por Michael Crawford y Sarah Brightman, el espectáculo se estrenó en 1986 en el Her Majesty's Theatre del West End londinense, donde aún sigue representándose después de más de 15 000 funciones. En Broadway debutó en 1988 y se mantuvo en escena durante 35 años. Además, también ha podido verse en numerosas ciudades a lo largo de todo el mundo y ha sido traducido a varios idiomas diferentes. En 2004 fue llevado a la gran pantalla bajo la dirección de Joel Schumacher.
Con 160 millones de espectadores y unos ingresos globales por encima de los 6 000 millones de dólares, El fantasma de la ópera es la segunda producción teatral con mayor recaudación de todos los tiempos, solo superada por El rey león. En la actualidad ocupa el primer puesto de la lista de espectáculos de mayor permanencia en cartel en la historia de Broadway y el tercero en la del West End, por detrás de La ratonera y Los miserables. Entre los muchos reconocimientos que atesora se incluyen los premios Olivier y Tony al mejor musical, así como otros importantes galardones internacionales.

## Argumento

### Prólogo
En una subasta celebrada en la Ópera Populaire de París en 1919, Raoul, Vizconde de Chagny, ofrece una suma elevada de dinero por una extraña caja de música con la figura de un mono. Aparecen los restos de una lámpara de araña y nos remontamos a la juventud de Raoul, cuando esta pendía resplandeciente de la cúpula del teatro («Overture»).

### Acto I
La acción se traslada a 1881, durante los ensayos de una nueva obra, Aníbal («A Rehearsal for Hannibal»). Lefèvre, el propietario del teatro, ha decidido retirarse y presenta a los nuevos empresarios, André y Firmin. André pide a la prima donna, Carlotta, que cante un aria de la ópera, pero de repente un telón cae y está a punto de matarla. Las bailarinas rumorean que el incidente ha sido causado por el Fantasma. Carlotta abandona la obra y los nuevos productores se enteran de que han ocurrido otros «accidentes» anteriormente. Madame Giry, la maîtresse del ballet, les entrega una nota firmada por el Fantasma en la que este exige un salario y un palco reservado para él. Meg, la hija de Madame Giry, recomienda a su amiga y compañera bailarina Christine Daaé para sustituir a Carlotta. Christine ha estado tomando clases de canto, pero no puede decir quién es su maestro. Los empresarios le conceden una audición y, para su sorpresa, Christine está a la altura del exigente papel. La escena da paso a la noche del debut de Christine. Desde un palco, Raoul, mecenas del teatro, manifiesta su entusiasmo por la nueva estrella, a quien reconoce como su amiga de la infancia («Think of Me»).
Después de la función de gala, Meg interroga a Christine sobre su misterioso maestro, pero esta solo puede contarle que se trata del Ángel de la Música, cuya visita le había prometido su padre («Angel of Music»). La interpretación de Christine recibe aprobación unánime y Raoul va a su camerino para felicitarla («Little Lotte»). En cuanto Christine se queda sola, aparece una figura enmascarada en el espejo, el Fantasma («The Mirror»/«Angel of Music (Reprise)»), quien conduce a la joven a través del laberinto secreto, debajo del teatro. Cruzan un lago y llegan a la guarida subterránea del Fantasma («The Phantom of the Opera»), donde este explica a Christine que es un compositor y que ella ha sido su musa y fuente de inspiración («The Music of the Night»). Christine entra en trance y despierta a la mañana siguiente con el sonido de la caja de música del mono («I Remember»). Llena de curiosidad, logra descubrir el rostro del Fantasma y este reacciona con furia, aunque accede a llevarla nuevamente al mundo exterior («Stranger Than You Dreamt It»).
Detrás del escenario, Bouquet el tramoyista asusta a las bailarinas con las historias del Fantasma y su temible lazo Punjab. Madame Giry le advierte que sea prudente y guarde silencio («Magical Lasso»). Mientras tanto, la compañía se encuentra conmocionada ante la desaparición de Christine. Todos han recibido notas del Fantasma, quien ordena que Carlotta sea reemplazada por Christine en el papel principal de la reposición de la ópera Il muto o se producirá «un desastre más allá de la imaginación» («Notes»). Los empresarios aseguran a Carlotta que harán caso omiso de las exigencias del Fantasma («Prima Donna»).
Il muto se representa y Christine aparece en un papel secundario («Poor Fool, He Makes Me Laugh»). De pronto se escucha la voz del Fantasma reiterando su exigencia y, al verse desairado, este hace que Carlotta croe como una rana en vez de cantar. La prima donna indispuesta sale de escena y Firmin anuncia que Christine tomará su lugar. La presencia del Fantasma sigue manifestándose cuando el cuerpo sin vida de Buquet cae del telar del teatro con una cuerda atada al cuello. En medio del caos, Christine se refugia con Raoul en la azotea («Why Have You Brought Me Here»/«Raoul, I've Been There») y allí él promete amarla y protegerla siempre («All I Ask of You»). El Fantasma sale de su escondite, desde donde ha escuchado todo, y jura vengarse («All I Ask of You (Reprise)»). Cuando Christine y el resto del elenco agradecen los aplausos, el Fantasma deja caer la lámpara sobre el público.

### Acto II
Después de seis meses sin noticias del Fantasma, Raoul y Christine se han comprometido en secreto. Durante un baile de máscaras para celebrar el Año Nuevo, una extraña figura disfrazada de la Muerte Roja baja por la escalera. Es el Fantasma, que ha regresado y trae consigo la partitura de su nueva ópera, Don Juan triunfante, para que André y Firmin la monten («Masquerade»/«Why So Silent»). Detrás del escenario, Raoul interroga a Madame Giry sobre la identidad del Fantasma. Ella le cuenta que se trata de un fenómeno de circo, un ser físicamente monstruoso pero con una mente brillante.
A Raoul se le ocurre un plan para atrapar al Fantasma. Si Christine interpreta el rol principal de su ópera, el Fantasma asistirá a la representación y, con las puertas vigiladas por la policía, le será imposible escapar. Christine, dividida entre el amor por Raoul y la gratitud hacia el Fantasma, acepta cooperar con tristeza («Notes»/«Twisted Every Way»). Durante un ensayo de Don Juan triunfante, los cantantes tienen dificultades para aprender la partitura disonante, pero como por arte de magia, el piano comienza a dirigirlos y su interpretación se vuelve impecable («A Rehearsal for Don Juan Triumphant»).
Christine visita la tumba de su padre y, mientras llora su ausencia («Wishing You Were Somehow Here Again»), el Fantasma se le aparece y vuelve a someterla con su influencia hipnótica («Wandering Child»). Raoul llega para rescatarla y el Fantasma enfurecido declara la guerra a ambos («Bravo, Monsieur»).
Don Juan triunfante se estrena con Christine y Ubaldo Piangi, el tenor principal del teatro, en los papeles protagonistas y el edificio lleno de policías armados de incógnito («Don Juan Triumphant»). En la escena final de la ópera, Christine se da cuenta de que el Fantasma ha tomado el lugar de Piangi en el rol de Don Juan («The Point of No Return»). Pese a estar rodeado por la policía, el Fantasma logra escapar llevándose a Christine con él por el laberinto subterráneo. Aparece el cuerpo sin vida de Piangi y Madame Giry acepta guiar a Raoul hacia la guarida del Fantasma. Una multitud furiosa los sigue («Down Once More/Track Down This Murderer»).
En la guarida subterránea, Christine se enfrenta al Fantasma: su verdadera desfiguración no es la de su rostro, sino la de su alma. Raoul llega y el Fantasma lo atrapa, amenazando a Christine con matarlo si ella no se queda a su lado. La multitud se acerca cada vez más. Finalmente el Fantasma cede y ordena a Christine y Raoul que se vayan, no sin antes declararle su amor a la joven. La turba consigue descender hasta la guarida, pero el Fantasma ya no está y lo único que encuentran es su máscara («Finale»).

## Desarrollo

### Idea
En 1984, Andrew Lloyd Webber se puso en contacto con Cameron Mackintosh, coproductor de Cats y Song and Dance, para proponerle un nuevo musical. El compositor británico tenía en mente escribir una pieza romántica así que le sugirió adaptar la novela Le Fantôme de l'Opéra de Gaston Leroux. Juntos revisaron las versiones cinematográficas protagonizadas por Lon Chaney en 1925 y Claude Rains en 1943, pero a ninguno de los dos se les ocurrió una forma efectiva de dar el salto de la pantalla al escenario. Posteriormente, Lloyd Webber adquirió en Nueva York una copia de segunda mano de la novela de Leroux, que llevaba mucho tiempo descatalogada, y ahí es donde por fin halló la inspiración necesaria para desarrollar el musical.

### Letras
En un principio, Lloyd Webber pidió a Jim Steinman que escribiese las letras debido a su obsesión con la oscuridad, pero Steinman lo rechazó para poder finalizar sus compromisos con un disco de Bonnie Tyler. El siguiente letrista en entrar en el proyecto fue Alan Jay Lerner, pero también tuvo que renunciar al caer gravemente enfermo. Ninguna de las aportaciones de Jay Lerner (presentes sobre todo en la canción «Masquerade») está acreditada. Su sustituto fue Richard Stilgoe, quien ya había colaborado con Lloyd Webber en Starlight Express, pero más tarde, Charles Hart, un joven y entonces relativamente desconocido letrista, reescribió la mayoría del material, además de crear letras originales para «Think of Me». Aun así, parte del trabajo de Stilgoe se mantiene en la versión definitiva del musical.

### Música
Inspirada en parte por una versión musical anterior de Ken Hill, la partitura de Lloyd Webber tiene a veces un estilo cercano a la ópera, pero siempre manteniendo la forma y la estructura de un musical. Los pasajes operísticos están reservados principalmente para personajes secundarios como André, Firmin, Carlotta o Piangi, y también se utilizan para recrear las óperas ficticias que se representan dentro del espectáculo (Hannibal, Il muto y la obra maestra del Fantasma Don Juan Triumphant). Estos fragmentos fueron compuestos por Lloyd Webber al estilo de los grandes títulos de Meyerbeer, Mozart e incluso Gilbert y Sullivan, y se presentan como números musicales interrumpidos por diálogos, dejando claro el formato de «representación dentro de una representación». Los extractos de la ópera Don Juan Triumphant, que se escenifica al final del segundo acto, suenan modernos para la época, sugiriendo que el Fantasma era un compositor adelantado a su tiempo.

### Diseño, dirección y coreografía
Maria Björnson diseñó la escenografía y los más de 200 trajes, incluyendo los elaborados vestidos del número musical «Masquerade». Sus decorados, que contienen elementos tan icónicos como la lámpara de araña, la góndola subterránea o la gran escalinata, ganaron multitud de premios y reconocimientos. Harold Prince, director de Cabaret, Candide, Follies, y Evita (también de Lloyd Webber), fue contratado para dirigir el espectáculo, mientras que Gillian Lynne, coreógrafa y directora asociada de Cats, se hizo cargo de la coreografía.

### Primera prueba en Sydmonton
En 1985, un anticipo del primer acto se representó en Sydmonton, en la casa del propio Lloyd Webber. Los protagonistas fueron Colm Wilkinson como Fantasma (quien posteriormente originaría ese mismo personaje en la producción de Toronto), Sarah Brightman como Kristin (Christine) y Clive Carter como Raoul (quien posteriormente formaría parte del elenco que estrenó el musical en Londres). En esta versión preliminar se utilizaron las letras originales de Richard Stilgoe y muchas de las canciones tenían títulos que después fueron modificados, como es el caso de «What Has Time Done to Me» («Think of Me») o «Papers» («Notes»). La máscara del Fantasma cubría la cara entera y el personaje la llevaba durante toda la obra, limitando la visión del actor y tapando su voz. Por este motivo, Björnson diseñó la famosa media máscara y se añadió la escena del Fantasma con la cara descubierta. Algunos vídeos de este primer anticipo se incluyeron en la edición en DVD de la adaptación cinematográfica de 2004.

## Producciones

### West End
El fantasma de la ópera se estrenó mundialmente el 9 de octubre de 1986 en el Her Majesty's Theatre de Londres, con funciones previas desde el 27 de septiembre y un reparto encabezado por Michael Crawford como Fantasma, Sarah Brightman como Christine, Steve Barton como Raoul, David Firth como Monsieur André, John Savident como Monsieur Firmin, Rosemary Ashe como Carlotta, Mary Millar como Madame Giry, Janet Devenish como Meg y John Aron como Piangi. Desde entonces no ha dejado de representarse en ese mismo teatro, donde ya ha superado las 15 000 funciones. En la actualidad ocupa el tercer puesto de la lista de espectáculos de mayor permanencia en cartel en la historia del West End, solo por detrás de La ratonera y Los miserables.
Dirigido por Harold Prince, El fantasma de la ópera cuenta con coreografía de Gillian Lynne, diseño de escenografía y vestuario de Maria Björnson, diseño de iluminación de Andrew Bridge, diseño de sonido de Martin Levan y orquestaciones de David Cullen y el propio Lloyd Webber.
El 16 de marzo de 2020, la producción se vio obligada a bajar la persiana de manera provisional debido a la pandemia de COVID-19. Tras dieciséis meses de inactividad, El fantasma de la ópera reabrió sus puertas el 27 de julio de 2021. De cara a esta nueva etapa del espectáculo se introdujeron algunos cambios en la escenografía y la orquesta fue reducida a catorce músicos.

### Broadway
En Nueva York debutó oficialmente el 26 de enero de 1988 en el Majestic Theatre de Broadway, con funciones previas desde el 9 de enero y el mismo equipo creativo que su homóloga londinense. Michael Crawford, Sarah Brightman y Steve Barton repitieron los papeles que habían originado en el West End, acompañados de Cris Groenendaal como Monsieur André, Nicholas Wyman como Monsieur Firmin, Judy Kaye como Carlotta, Leila Martin como Madame Giry, Elisa Heinsohn como Meg y David Romano como Piangi.
El montaje neoyorquino de El fantasma de la ópera también sufrió los efectos de la pandemia de COVID-19 y el 12 de marzo de 2020 se vio forzado a echar el cierre temporalmente, no pudiendo reanudar las representaciones hasta el 22 de octubre de 2021. Sin embargo, los niveles de asistencia de público nunca se recuperaron del todo y el 16 de abril de 2023 el espectáculo bajó el telón por última vez, concluyendo así una andadura de más de 35 años. En total se llevaron a cabo 13 981 funciones regulares y 16 previas, una cifra récord que ningún otro título ha alcanzado y que convierte a El fantasma de la ópera en la obra de mayor permanencia en cartel en la historia de Broadway.

### México
1999
La première mundial en idioma español tuvo lugar el 16 de diciembre de 1999 en el Teatro Alameda de Ciudad de México. Producida por las empresas MAT Theatrical & Entertainment y OCESA del grupo CIE, la versión mexicana contó con adaptación al español de Álvaro Cerviño, dirección musical de Isaac Saúl y un elenco liderado por Juan Navarro y Saulo Vasconcelos como Fantasma, Irasema Terrazas y Claudia Cota como Christine, José Joel como Raoul, Luis Miguel Lombana como Monsieur André, Luis René Aguirre como Monsieur Firmin, Tatiana Marouchtchak como Carlotta, Tere Cabrera como Madame Giry, Laura Morelos como Meg y Javier Cortés como Piangi. Después de aproximadamente 400 representaciones y 550 000 espectadores, el espectáculo dijo adiós el 14 de enero de 2001.
2025
En noviembre de 2025, un montaje no réplica de Morris Gilbert, Claudio Carrera y LetsGo Company levantará el telón en el Teatro de los Insurgentes de Ciudad de México.

### España
2002
El fantasma de la ópera se estrenó en España el 4 de septiembre de 2002 en el Teatro Lope de Vega de Madrid, ocupando el lugar dejado por La bella y la bestia. La producción corrió a cargo de CIE, y desde 2003 también por parte de Stage Entertainment, asociadas bajo el nombre CIE Stage Holding. El montaje fue una recreación exacta de las puestas en escena de Londres y Broadway, con un presupuesto de más de nueve millones de euros y una nueva traducción al castellano firmada por Eduardo Galán. Arthur Masella, quien ya había estado al frente de El fantasma de la ópera en otros países, fue el director asociado en España, con Denny Berry como coreógrafa asociada, Kristen Blodgette como supervisora musical, Moira Chapman como directora residente y Pablo Eisele dirigiendo la orquesta de veinte músicos.
El reparto original estuvo encabezado por Luis Amando como Fantasma y Felicidad Farag como Christine, alternándose con Juan Carlos Barona y Julia Möller en algunas funciones. Junto a ellos, Armando Pita como Raoul, Enrique R. del Portal como Monsieur André, David Venancio Muro como Monsieur Firmin, Susana Casas como Carlotta, Anna Argemí como Madame Giry, Evangelina Esteves como Meg y Enrique Ferrer como Piangi completaron el elenco.
La producción española se despidió definitivamente el 27 de junio de 2004, tras haber realizado 762 funciones en las que fue vista por más de 730 000 espectadores. La recaudación total ascendió a 37 millones de euros.
2023
Después de casi veinte años de ausencia, El fantasma de la ópera regresó a la cartelera española con un montaje no réplica que se representó en el Teatro Albéniz de Madrid entre el 3 de octubre de 2023 y el 20 de abril de 2025, protagonizado por Gerónimo Rauch como Fantasma, Talía del Val como Christine, Guido Balzaretti como Raoul, Enrique R. del Portal como Monsieur André, Omar Calicchio como Monsieur Firmin, Marta Pineda como Carlotta, Silvia Luchetti como Madame Giry, Laura Martín como Meg y Francisco Ortiz como Piangi. LetsGo Company fue la artífice de esta propuesta que contó con dirección y diseño de escenografía de Federico Bellone, dirección asociada y adaptación al castellano de Silvia Montesinos, coreografía de Gillian Bruce, diseño de vestuario de Chiara Donato, diseño de iluminación de Valerio Tiberi, diseño de sonido de Roc Mateu y dirección musical de Julio Awad.
Una vez concluida su estancia en la capital, el espectáculo emprendió una gira por España que dio comienzo el 6 de junio de 2025 en el Teatro Municipal de Torrevieja.

### Argentina
En Argentina pudo verse entre el 19 de marzo y el 29 de noviembre de 2009 en el Teatro Ópera de Buenos Aires, de la mano de la productora Time for Fun. Con dirección musical de Gerardo Gardelin y adaptación al castellano de Eduardo Galán, la versión porteña fue protagonizada por Carlos Vittori como Fantasma, Claudia Cota como Christine, Nicolás Martinelli como Raoul, Walter Canella como Monsieur André, Ricardo Bangueses como Monsieur Firmin, Mirta Arrúa Lichi como Carlotta, Lucila Gandolfo como Madame Giry, Silvina Tordente como Meg y Santiago Sirur como Piangi.

### Celebración del 25.º aniversario
Los días 1 y 2 de octubre de 2011, el Royal Albert Hall de Londres acogió tres funciones especiales de El fantasma de la ópera para festejar su 25.º aniversario, evento que fue proyectado en cines de varios países. Producida por Cameron Mackintosh, la celebración no fue en formato concierto como ocurrió con el 25.º aniversario de Los miserables, sino que se presentó una nueva puesta en escena similar a la del montaje que después giraría por Reino Unido e Irlanda en la temporada 2012/2013.
La compañía estuvo liderada por Ramin Karimloo como Fantasma y Sierra Boggess como Christine, quienes ya habían protagonizado la secuela Love Never Dies en el Adelphi Theatre de Londres. El resto del reparto lo completaron Hadley Fraser como Raoul, Gareth Snook como Monsieur André, Barry James como Monsieur Firmin, Wendy Ferguson como Carlotta, Liz Robertson como Madame Giry, Daisy Maywood como Meg y Wynne Evans como Piangi. La celebración fue dirigida por Laurence Connor, con coreografía de Gillian Lynne y escenografía diseñada por Matt Kinley a partir de la original de Maria Björnson, cuyo vestuario volvió a utilizarse. La iluminación fue de Patrick Woodroffe y el diseño de sonido de Mick Potter.
En febrero de 2012, la celebración del 25.º aniversario fue editada en DVD y Blu-ray, y en marzo de ese mismo año comenzó a emitirse en el programa de televisión Great Performances de la cadena estadounidense PBS.

### Gira del 25.º aniversario
Coincidiendo con el 25.º aniversario de El fantasma de la ópera, Cameron Mackintosh lanzó una producción completamente renovada que recorrió Reino Unido e Irlanda entre el 13 de marzo de 2012 y el 4 de mayo de 2013, con John Owen-Jones y Earl Carpenter compartiendo el papel de Fantasma, Katie Hall como Christine y Simon Bailey como Raoul. Esta versión del espectáculo incluyó un equipo creativo diferente al de la puesta en escena original, con dirección de Laurence Connor, coreografía de Scott Ambler, diseño de escenografía de Paul Brown, diseño de vestuario de Maria Björnson, diseño de iluminación de Paule Constable, diseño de sonido de Mick Potter, orquestaciones de David Cullen y supervisión musical de John Rigby.
Tras el éxito obtenido en suelo británico, el tour dio el salto a Estados Unidos, donde estuvo en la carretera entre el 27 de noviembre de 2013 y el 2 de febrero de 2020.

### Otras producciones
El fantasma de la ópera se ha representado en países como Alemania, Arabia Saudita, Argentina, Australia, Austria, Bélgica, Brasil, Bulgaria, Canadá, China, Corea del Sur, Dinamarca, Emiratos Árabes, Eslovenia, España, Estados Unidos, Estonia, Filipinas, Finlandia, Grecia, Hungría, India, Irlanda, Israel, Italia, Japón, Malasia, México, Noruega, Nueva Zelanda, Países Bajos, Panamá, Polonia, Portugal, Reino Unido, República Checa, Rumania, Rusia, Serbia, Singapur, Sudáfrica, Suecia, Suiza, Tailandia, Taiwán o Turquía, y ha sido traducido a multitud de idiomas. La mayoría de las producciones internacionales son una réplica de la original, con algunas excepciones como el montaje del 25.º aniversario.
Una versión reducida rebautizada como Phantom – The Las Vegas Spectacular pudo verse entre el 24 de junio de 2006 y el 2 de septiembre de 2012 en el Venetian Resort Hotel Casino de Las Vegas, en un teatro construido para la ocasión a imagen y semejanza de la Ópera Garnier de París. El espectáculo, que tenía una duración de 95 minutos en un único acto, fue rediseñado por David Rockwell y contó con un reparto original encabezado por Brent Barrett y Anthony Crivello como Fantasma, Sierra Boggess y Elizabeth Loyacano como Christine, y Tim Martin Gleason como Raoul. La tecnología y los efectos especiales fueron actualizados, incluyendo una lámpara de araña rediseñada que se elevaba por el aire durante la obertura mientras el teatro entero (no solo el escenario) regresaba a sus tiempos de esplendor de 1881. Alrededor de 45 minutos de material fueron eliminados, incluyendo la secuencia completa del ensayo de Don Juan Triumphant y varios fragmentos de «Poor Fool, He Makes Me Laugh» y «The Point of No Return». Otros cambios fueron similares a los que se hicieron para la adaptación cinematográfica de 2004, como situar la caída de la lámpara en el clímax de la historia, durante la interpretación de «The Point of No Return».
El Liceo Municipal de la Música de Moguer y la Fundación Primitivo Lázaro produjeron una versión sinfónica en formato concierto que se estrenó oficialmente el 12 de octubre de 2014 en el Fibes de Sevilla, después de haber ofrecido varias actuaciones en algunas localidades andaluzas en verano de ese mismo año. Posteriormente, este montaje recaló en el Teatro Gran Vía de Madrid en diferentes ocasiones.
A pesar de estar basado en una novela escrita originalmente en francés, El fantasma de la ópera no se ha representado nunca en dicha lengua. En octubre de 2016, coincidiendo con el 30.º aniversario del espectáculo, Stage Entertainment estuvo a punto de estrenarlo en el Théâtre Mogador de París, pero un incendio en el sótano del teatro unas semanas antes de comenzar las funciones hizo inviable continuar con el proyecto. La producción francesa iba a haber estado protagonizada por Garðar Thór Cortes como Fantasma, Sierra Boggess y Anne-Marine Suire como Christine, y Bastien Jacquemart como Raoul.

## Adaptación cinematográfica
En 2004, El fantasma de la ópera fue adaptado a la gran pantalla bajo la dirección de Joel Schumacher y protagonizado por Gerard Butler como Fantasma, Emmy Rossum como Christine, Patrick Wilson como Raoul, Simon Callow como Monsieur André, Ciarán Hinds como Monsieur Firmin, Minnie Driver como Carlotta, Miranda Richardson como Madame Giry, Jennifer Ellison como Meg y Victor McGuire como Piangi.
Debido a la gran cantidad de fragmentos cantados que tiene la película, se decidió que en España, Alemania, Francia e Italia fuese estrenada íntegramente doblada al idioma de cada país. La versión española contó con algunos de los actores que habían participado en la producción original de Madrid, incluyendo a Juan Carlos Barona como Fantasma (alternante del mismo personaje en la versión teatral), Julia Möller como Christine (alternante del mismo personaje en la versión teatral), David Venancio Muro como Monsieur André (Monsieur Firmin en la versión teatral), Belén Marcos como Carlotta (Madame Firmin en la versión teatral) y Enrique Ferrer como Piangi (repitiendo el mismo personaje que en la versión teatral). Junto a ellos, Paco Arrojo como Raoul, Tony Cruz como Monsieur Firmin, Yolanda Pérez como Madame Giry y Ana Esther Alborg como Meg completaron el reparto. Las letras fueron adaptadas al castellano por María Ovelar, en una versión diferente a la realizada por Eduardo Galán para la puesta en escena de Madrid. Una selección de highlights de la banda sonora en español fue editada por el sello Sony Music.

## Números musicales
| Prologue - «Overture» Acto I - «A Rehearsal for Hannibal» - «Think of Me» - «Angel of Music» - «Little Lotte» - «The Mirror»/«Angel of Music (Reprise)» - «The Phantom of the Opera» - «The Music of the Night» - «I Remember»/«Stranger Than You Dreamt It» - «Magical Lasso» - «Notes»/«Prima Donna» - «Il muto»/«Poor Fool, He Makes Me Laugh» - «Why Have You Brought Me Here»/«Raoul, I've Been There» - «All I Ask of You» - «All I Ask of You (Reprise)» | Acto II - «Entr'acte» - «Masquerade» - «Why So Silent» - «Notes»/«Twisted Every Way» - «A Rehearsal for Don Juan Triumphant» - «Wishing You Were Somehow Here Again» - «Wandering Child»/«Bravo, Monsieur» - «Don Juan Triumphant» - «The Point of No Return» - «Down Once More»/«Track Down This Murderer» - «Finale» |

## Instrumentación
La orquesta original de la producción de Broadway incluyó los siguientes instrumentos:
| - Flauta/Flautín - Flauta/Clarinete - Oboe/Corno inglés - Clarinete B-flat/Clarinete bajo/Clarinete E-flat - Fagot | - 3 Trompas - 2 Trompetas - Trombón - 2 Percusionistas - 2 Teclados (Piano/Sintetizador) | - 8 Violines (reducidos a 6 en la versión actual) - 2 Violas - 2 Chelos - Contrabajo - Arpa |

Una base pregrabada (órgano, sintetizadores, caja de ritmos, guitarras eléctricas y bajo eléctrico) complementa a la orquesta en directo durante la obertura y el tema principal. El motivo de su utilización es evitar que los ruidos procedentes de los mecanismos que se usan en la escena del descenso a la guarida del Fantasma se amplifiquen con los micrófonos de los actores. Para poder sincronizar la orquesta con esta base pregrabada se utiliza una pista de claqueta que el director y el batería escuchan con auriculares. La mayoría de las voces en off del Fantasma, así como la nota final de Christine en el tema principal, también están grabadas previamente.

## Repartos originales
| Personaje           | West End (1986)                | Broadway (1988)                  | México (1999)                  | España (2002)                    | Argentina (2009)                 | España (2023)                  |
| Fantasma            | Michael Crawford               | Michael Crawford                 | Juan Navarro Saulo Vasconcelos | Luis Amando Juan Carlos Barona † | Carlos Vittori Juan Pablo Skrt † | Gerónimo Rauch Manu Pilas †    |
| Christine Daaé      | Sarah Brightman Claire Moore † | Sarah Brightman Patti Cohenour † | Irasema Terrazas Claudia Cota  | Felicidad Farag Julia Möller †   | Claudia Cota                     | Talía del Val Judith Tobella † |
| Raoul               | Steve Barton                   | Steve Barton                     | José Joel                      | Armando Pita                     | Nicolás Martinelli               | Guido Balzaretti               |
| Monsieur André      | David Firth                    | Cris Groenendaal                 | Luis Miguel Lombana            | Enrique R. del Portal            | Walter Canella                   | Enrique R. del Portal          |
| Monsieur Firmin     | John Savident                  | Nicholas Wyman                   | Luis René Aguirre              | David Venancio Muro              | Ricardo Bangueses                | Omar Calicchio                 |
| Carlotta Guidicelli | Rosemary Ashe                  | Judy Kaye                        | Tatiana Marouchtchak           | Susana Casas                     | Mirta Arrúa Lichi                | Marta Pineda                   |
| Madame Giry         | Mary Millar                    | Leila Martin                     | Tere Cabrera                   | Anna Argemí                      | Lucila Gandolfo                  | Silvia Luchetti                |
| Meg Giry            | Janet Devenish                 | Elisa Heinsohn                   | Laura Morelos                  | Evangelina Esteves               | Silvina Tordente                 | Laura Martín                   |
| Ubaldo Piangi       | John Aron                      | David Romano                     | Javier Cortés                  | Enrique Ferrer                   | Santiago Sirur                   | Francisco Ortiz                |

† En algunas producciones los papeles del Fantasma y Christine Daaé cuentan con un alternante que interpreta ciertas funciones fijas a la semana.
Reemplazos destacados en la producción española de 2002
- Christine Daaé: Teresa Barrientos
- Raoul: Zenón Recalde (alternante)
- Monsieur André: Aurelio Puente
- Carlotta Guidicelli: Ruth Nabal (alternante)
- Madame Giry: Angels Jiménez

Reemplazos destacados en la producción española de 2023
- Fantasma: Manu Pilas, Daniel Diges
- Christine Daaé: Laura Enrech, Ana San Martín
- Madame Giry: Isabel Malavia
- Meg Giry: Sofía Esteve
- Ubaldo Piangi: Mario Corberán

## Grabaciones
Existen multitud de álbumes interpretados en sus respectivos idiomas por los elencos de los diferentes montajes que se han estrenado a lo largo de todo el mundo, además de la banda sonora de la adaptación cinematográfica y algunas grabaciones de estudio.
El único álbum editado en español es una selección de highlights del reparto original mexicano de 1999, aunque también se puso a la venta la banda sonora en castellano de la película de 2004, que contó con varios miembros del elenco de la producción de Madrid.
La grabación original de Londres, editada por Polydor Records en 1987, se convirtió en el primer álbum en la historia del teatro musical británico en entrar en las listas de ventas en el puesto número uno. Se publicaron dos ediciones, una doble con todas las canciones del espectáculo y otra sencilla con una selección de highlights. Ambas versiones, así como varias de las grabaciones internacionales han recibido múltiples discos de oro y platino en distintos países. En total, el álbum de Londres ha vendido más de 40 millones de copias a nivel global. 
En 2000, el cantante Camilo Sesto, quien ya había protagonizado la primera producción española de Jesucristo Superstar, presentó su particular versión en disco de El fantasma de la ópera, pero al no contar con la autorización de The Really Usefull Group su distribución fue prohibida.
Una grabación en vídeo de la celebración del 25º aniversario en el Royal Albert Hall fue editada en Reino Unido el 15 de noviembre de 2011. También salió a la venta una caja para coleccionistas que incluye el concierto del Royal Albert Hall y los álbumes originales de El fantasma de la ópera y su secuela Love Never Dies.

## Acusaciones de plagio
En 1987, los herederos de Giacomo Puccini demandaron a Andrew Lloyd Webber por el parecido entre «The Music of the Night» de El fantasma de la ópera y «Quello che tacete» de la ópera de Puccini La fanciulla del West. El pleito fue resuelto fuera de los tribunales mediante un acuerdo económico cuyas condiciones nunca han sido reveladas.
En 1990, un compositor de Baltimore llamado Ray Repp interpuso otra demanda contra Lloyd Webber, alegando que el tema principal «The Phantom of the Opera» estaba basado en una canción que él había escrito en 1978 titulada «Till You». Tras ocho años de litigio, incluyendo una contrademanda sin éxito reclamando que «Till You» era a su vez un plagio de «Close Every Door» de Joseph and the Amazing Technicolor Dreamcoat, el jurado falló a favor de Lloyd Webber.
Roger Waters ha repetido en numerosas entrevistas que algunos acordes de la canción «The Phantom of the Opera» están copiados del tema «Echoes» de Pink Floyd, incluido en su álbum Meddle editado en 1971. A pesar de que nunca ha tomado acciones legales contra Lloyd Webber, Waters incluyó una referencia despectiva al compositor en su canción «It's a Miracle».

## Secuela
La secuela de El fantasma de la ópera, con libreto de Andrew Lloyd Webber, Ben Elton y Glenn Slater, se titula Love Never Dies y es una adaptación libre de la novela de 1999 The Phantom of Manhattan, escrita por Frederick Forsyth en colaboración con el propio Lloyd Webber. Ambientada en 1907 (una década después de los acontecimientos de la primera parte según el libreto, a pesar de que la El fantasma de la ópera transcurre en 1881), la historia arranca cuando un misterioso empresario invita a Christine Daaé a actuar en Phantasma, un parque de atracciones situado en Coney Island. Acompañada de su marido Raoul y su hijo Gustave, Christine viaja hasta Brooklyn sin saber que quien la ha convocado es en realidad el Fantasma.
La producción original, que contó con dirección de Jack O'Brien, coreografía de Jerry Mitchell, diseño de escenografía y vestuario de Bob Crowley, diseño de iluminación de Paule Constable, diseño de sonido de Mick Potter, orquestaciones de David Cullen y Andrew Lloyd Webber, supervisión musical de Simon Lee y un elenco liderado por Ramin Karimloo como Fantasma y Sierra Boggess como Christine, debutó el 9 de marzo de 2010 en el Adelphi Theatre de Londres, donde se representó durante diecisiete meses, realizando su última función el 27 de agosto de 2011. Debido a la tibia acogida de la crítica, el estreno en Broadway previsto para noviembre de 2010 se pospuso a la primavera de 2011, y más tarde fue cancelado definitivamente.
Una nueva versión completamente rediseñada se representó entre el 21 de mayo y el 12 de diciembre de 2011 en el Regent Theatre de Melbourne, Australia, con Ben Lewis (Fantasma) y Anna O'Byrne (Christine) en los papeles principales, obteniendo críticas más favorables. Tras su andadura en Melbourne, el espectáculo fue transferido al Capitol Theatre de Sídney, donde estuvo en cartel entre el 12 de enero y el 1 de abril de 2012.

## Premios y nominaciones

### Producción original del West End
| Año  | Premio                         | Categoría                                     | Nominado                                      | Resultado |
| ---- | ------------------------------ | --------------------------------------------- | --------------------------------------------- | --------- |
| 1986 | Evening Standard Theatre Award | Mejor musical                                 | Mejor musical                                 | Ganador   |
| 1986 | Olivier Award                  | Mejor musical nuevo                           | Mejor musical nuevo                           | Ganador   |
| 1986 | Olivier Award                  | Mejor actor en un musical                     | Michael Crawford                              | Ganador   |
| 1986 | Olivier Award                  | Diseñador del año                             | Maria Björnson                                | Nominada  |
| 2002 | Olivier Award                  | Premio del público al espectáculo más popular | Premio del público al espectáculo más popular | Ganador   |
| 2016 | Olivier Award                  | Premio del público al espectáculo más popular | Premio del público al espectáculo más popular | Ganador   |

### Producción original de Broadway
| Año  | Premio                               | Categoría                             | Nominado                                           | Resultado  |
| ---- | ------------------------------------ | ------------------------------------- | -------------------------------------------------- | ---------- |
| 1988 | Tony Award                           | Mejor musical                         | Mejor musical                                      | Ganador    |
| 1988 | Tony Award                           | Mejor actor principal en un musical   | Michael Crawford                                   | Ganador    |
| 1988 | Tony Award                           | Mejor actriz de reparto en un musical | Judy Kaye                                          | Ganadora   |
| 1988 | Tony Award                           | Mejor dirección en un musical         | Harold Prince                                      | Ganador    |
| 1988 | Tony Award                           | Mejor libreto de un musical           | Richard Stilgoe, Andrew Lloyd Webber               | Nominados  |
| 1988 | Tony Award                           | Mejor música original                 | Andrew Lloyd Webber, Charles Hart, Richard Stilgoe | Nominados  |
| 1988 | Tony Award                           | Mejor diseño de escenografía          | Maria Björnson                                     | Ganadora   |
| 1988 | Tony Award                           | Mejor diseño de vestuario             | Maria Björnson                                     | Ganadora   |
| 1988 | Tony Award                           | Mejor diseño de iluminación           | Andrew Bridge                                      | Ganador    |
| 1988 | Tony Award                           | Mejor coreografía                     | Gillian Lynne                                      | Nominada   |
| 1988 | Drama Desk Award                     | Mejor musical                         | Mejor musical                                      | Nominado   |
| 1988 | Drama Desk Award                     | Mejor actor en un musical             | Michael Crawford                                   | Ganador    |
| 1988 | Drama Desk Award                     | Mejor actriz en un musical            | Sarah Brightman                                    | Nominada   |
| 1988 | Drama Desk Award                     | Mejor dirección en un musical         | Harold Prince                                      | Ganador    |
| 1988 | Drama Desk Award                     | Mejor música                          | Andrew Lloyd Webber                                | Ganador    |
| 1988 | Drama Desk Award                     | Mejores orquestaciones                | David Cullen, Andrew Lloyd Webber                  | Ganadores  |
| 1988 | Drama Desk Award                     | Mejor diseño de escenografía          | Maria Björnson                                     | Ganadora   |
| 1988 | Drama Desk Award                     | Mejor diseño de vestuario             | Maria Björnson                                     | Ganadora   |
| 1988 | Drama Desk Award                     | Mejor diseño de iluminación           | Andrew Bridge                                      | Ganador    |
| 1988 | Outer Critics Circle Award           | Mejor musical de Broadway             | Mejor musical de Broadway                          | Ganador    |
| 1988 | Outer Critics Circle Award           | Mejor actor en un musical             | Michael Crawford                                   | Ganador    |
| 1988 | Outer Critics Circle Award           | Mejor diseño de escenografía          | Maria Björnson                                     | Ganadora   |
| 1988 | Outer Critics Circle Award           | Mejor diseño de vestuario             | Maria Björnson                                     | Ganadora   |
| 1988 | Outer Critics Circle Award           | Mejor diseño de iluminación           | Andrew Bridge                                      | Ganador    |
| 1988 | New York Drama Critics' Circle Award | Mejor musical                         | Mejor musical                                      | Subcampeón |

### Producción de Madrid de 2023
| Año  | Premio                    | Categoría                                 | Nominado                            | Resultado |
| ---- | ------------------------- | ----------------------------------------- | ----------------------------------- | --------- |
| 2024 | Premio Talía              | Mejor espectáculo de teatro musical       | Mejor espectáculo de teatro musical | Nominado  |
| 2024 | Premio Talía              | Mejor actriz de teatro musical            | Talía del Val                       | Ganadora  |
| 2024 | Premio Talía              | Mejor dirección musical de teatro musical | Julio Awad                          | Ganador   |
| 2024 | Premio del Teatro Musical | Mejor musical                             | Mejor musical                       | Nominado  |
| 2024 | Premio del Teatro Musical | Mejor dirección de escena                 | Federico Bellone                    | Nominado  |
| 2024 | Premio del Teatro Musical | Mejor dirección musical                   | Julio Awad                          | Nominado  |
| 2024 | Premio del Teatro Musical | Mejor escenografía                        | Federico Bellone, Clara Abbruzzesse | Ganadores |
| 2024 | Premio del Teatro Musical | Mejor diseño de iluminación               | Valerio Tiberi                      | Ganador   |
| 2024 | Premio del Teatro Musical | Mejor diseño de sonido                    | Roc Mateu                           | Ganador   |
| 2024 | Premio del Teatro Musical | Mejor caracterización                     | Chiara Donato                       | Nominada  |
| 2024 | Premio del Teatro Musical | Mejor figurinista                         | Chiara Donato                       | Nominada  |
| 2024 | Premio del Teatro Musical | Mejor actriz protagonista                 | Talía del Val                       | Nominada  |
| 2024 | Premio del Teatro Musical | Mejor actor protagonista                  | Gerónimo Rauch                      | Nominado  |
| 2024 | Premio del Teatro Musical | Mejor actriz de reparto                   | Marta Pineda                        | Nominada  |
| 2024 | Premio del Teatro Musical | Interpretación destacada masculina        | Guido Balzaretti                    | Nominado  |